# Acrantophis madagascariensis
Espèce
Synonymes
- Pelophilus madagascariensis Duméril & Bibron, 1844
- Boa madagascariensis (Duméril & Bibron, 1844)

Statut de conservation UICN

 LC  : Préoccupation mineure
Statut CITES
Acrantophis madagascariensis est une espèce de serpents de la famille des Boidae. Son nom vernaculaire est Boa de Madagascar.

## Taxonomie
Son nom d'espèce, composé de madagascar(i) et du suffixe latin -ensis, « qui vit dans, qui habite », lui a été donné en référence au lieu de sa découverte.

## Répartition et habitat
Cette espèce est endémique de Madagascar. 

## Description

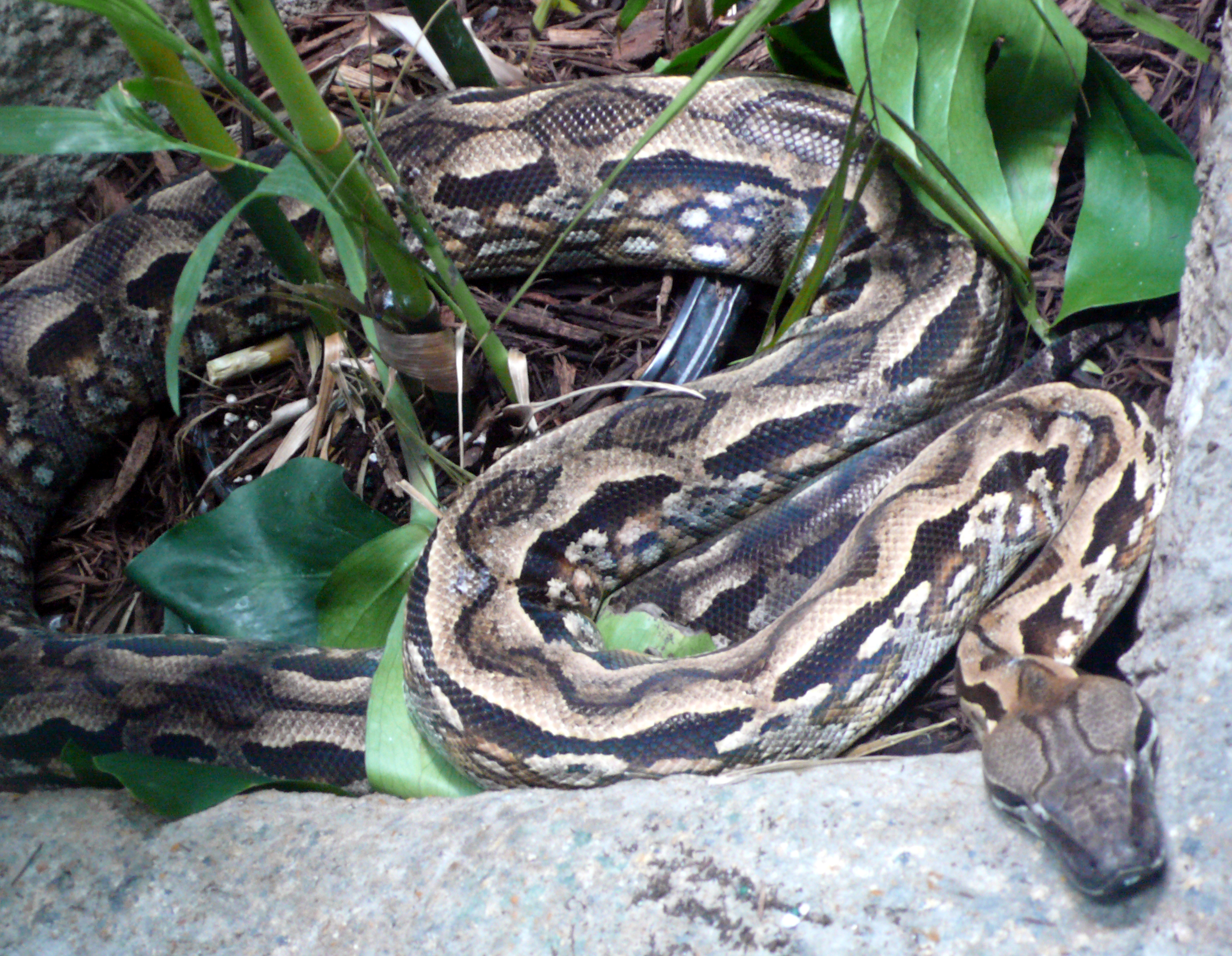
Acrantophis madagascariensis

Les femelles mesurent environ trois mètres de long et les mâles deux mètres et demi.

## Publication originale
- Duméril et Bibron, Erpétologie générale ou Histoire naturelle complète des reptiles, 1844, Librairie encyclopédique Roret, Paris, vol. 6, p. 1-609 (texte intégral).